# Big Dada Recordings
Big Dada Recordings ist der Hip-Hop-Ableger des britischen Musiklabels Ninja Tune mit Sitz im Süden von London. Gegründet wurde das Label 1997 vom britischen Musikjournalisten Will Ashon.
Zu den bekanntesten Musikern des Labels zählen der US-Amerikaner Diplo und der Brite Roots Manuva. 2009 und 2014 erhielten Releases des Labels den Mercury Prize.